# Turniej o Srebrną Ostrogę Ilustrowanego Kuriera Polskiego 1969
10 turniej Srebrnej Ostrogi IKP – dziesiąta odsłona zawodów żużlowych, w których zawodnicy ścigali się o nagrodę przechodnią zwaną "Srebrną Ostrogą". W związku z tym, że działaczom nie udało się zorganizować turnieju w 1968 roku, zorganizowano podwójne zawody w roku 1969. Pierwsze odbyły się 23 sierpnia 1969 na stadionie w Grudziądzu. Drugie zawody odbyły się dzień później tj. 24 sierpnia 1969 na stadionie Stali Toruń. O końcowym triumfie decydowała suma łącznie zdobytych punktów. Zwyciężył Rajmund Świtała.

## Wyniki
źródło
- 23 sierpnia 1969, Stadion w Grudziądzu

| Msc. | Zawodnik            | Klub                     | Pkt |         |  |
| ---- | ------------------- | ------------------------ | --- | ------- |  |
| 1    | Rajmund Świtała     | Polonia Bydgoszcz        | 12  | 3,3,3,3 |  |
| 2    | Andrzej Koselski    | Polonia Bydgoszcz        | 11  | 3,2,3,3 |  |
| 3    | Stanisław Kasa      | Polonia Bydgoszcz        | 10  | 3,1,3,3 |  |
| 4    | Jerzy Padewski      | Stal Gorzów              | 8   | 2,2,2,2 |  |
| 5    | Marian Rose         | Stal Toruń               | 7   | 2,1,1,3 |  |
| 6    | Edmund Migoś        | Stal Gorzów              | 7   | 1,2,2,2 |  |
| 7    | Bogdan Szuluk       | Stal Toruń               | 5   | 3,1,0,1 |  |
| 8    | Ryszard Dziatkowiak | Stal Gorzów              | 5   | 0,2,2,1 |  |
| 9    | Stanisław Sochacki  | Zgrzeblarki Zielona Góra | 4   | 1,0,3,0 |  |
| 10   | Jan Ząbik           | Stal Toruń               | 4   | 0,1,2,1 |  |
| 11   | Zenon Nowak         | Zgrzeblarki Zielona Góra | 3   | 2,1,0,0 |  |
| 12   | Bogdan Krzyżaniak   | Stal Toruń               | 1   | 1,0,0   |  |
| 13   | Mieczysław Mendyka  | Zgrzeblarki Zielona Góra | 1   | 0,0,1   |  |
| 14   | Janusz Plewiński    | Stal Toruń               | 0   | 0       |  |
| 15   | Stanisław Kowalski  | Stal Toruń               | 0   | 0       |  |

- 24 sierpnia 1969, Stadion Stali Toruń

| Msc. | Zawodnik           | Klub              | Pkt |         |  |
| ---- | ------------------ | ----------------- | --- | ------- |  |
| 1    | Edmund Migoś       | Stal Gorzów       | 12  | 3,3,3,3 |  |
| 2    | Jerzy Padewski     | Stal Gorzów       | 11  | 2,3,3,3 |  |
| 3    | Rajmund Świtała    | Polonia Bydgoszcz | 9   | 1,3,3,2 |  |
| 4    | Stanisław Kasa     | Stal Gorzów       | 8   | 2,3,w,3 |  |
| 5    | Marian Rose        | Stal Toruń        | 8   | 2,2,2,2 |  |
| 6    | Andrzej Koselski   | Polonia Bydgoszcz | 6   | 3,0,1,2 |  |
| 7    | Bogdan Krzyżaniak  | Stal Toruń        | 6   | 3,1,1,1 |  |
| 8    | Jan Ząbik          | Stal Toruń        | 6   | 2,2,1,1 |  |
| 9    | Bogumił Brzeziński | Polonia Bydgoszcz | 4   | 1,1,0,2 |  |
| 10   | Janusz Plewiński   | Stal Toruń        | 3   | 1,0,2,0 |  |
| 11   | Marian Zaranek     | Polonia Bydgoszcz | 2   | 0,2,u,0 |  |
| 12   | Alfons Jankowski   | Stal Toruń        | 2   | 1,u,0,1 |  |
| 13   | Bogdan Szuluk      | Stal Toruń        | 0   | 0,0,0,0 |  |

Klasyfikacja Końcowa
| Msc. | Zawodnik            | Klub                     | Pkt |      |  |
| ---- | ------------------- | ------------------------ | --- | ---- |  |
| 1    | Rajmund Świtała     | Polonia Bydgoszcz        | 21  | 12,9 |  |
| 2    | Edmund Migoś        | Stal Gorzów              | 19  | 7,12 |  |
| 2    | Jerzy Padewski      | Stal Gorzów              | 19  | 8,11 |  |
| 4    | Stanisław Kasa      | Stal Gorzów              | 18  | 10,8 |  |
| 5    | Andrzej Koselski    | Polonia Bydgoszcz        | 17  | 11,6 |  |
| 6    | Marian Rose         | Stal Toruń               | 15  | 7,8  |  |
| 7    | Jan Ząbik           | Stal Toruń               | 10  | 4,6  |  |
| 8    | Bogdan Krzyżaniak   | Stal Toruń               | 7   | 1,6  |  |
| 9    | Bogdan Szuluk       | Stal Toruń               | 5   | 5,0  |  |
| 9    | Ryszard Dziatkowiak | Stal Gorzów              | 5   | 5,-  |  |
| 11   | Bogumił Brzeziński  | Polonia Bydgoszcz        | 4   | -,4  |  |
| 12   | Stanisław Sochacki  | Zgrzeblarki Zielona Góra | 4   | 4,-  |  |
| 13   | Janusz Plewiński    | Stal Toruń               | 3   | 0,3  |  |
| 13   | Zenon Nowak         | Zgrzeblarki Zielona Góra | 3   | 3,-  |  |
| 15   | Marian Zaranek      | Polonia Bydgoszcz        | 2   | -,2  |  |
| 15   | Alfons Jankowski    | Stal Toruń               | 2   | -,2  |  |
| 17   | Mieczysław Mendyka  | Zgrzeblarki Zielona Góra | 1   | 1,-  |  |
| 18   | Stanisław Kowalski  | Stal Toruń               | 0   | 0,-  |  |